# Волков, Владислав Андреевич
Владислав Андреевич Волков (род. 15 августа 1980, Кара-Балта) — киргизский футболист, игравший на позиции вратаря. Выступал за сборную Кыргызстана.

## Карьера
Владислав дебютировал в высшей лиге Кыргызстана в 2002 году в составе нарынского «Дордоя». В том же году перешёл в бишкекскую «Гвардию-РУОР», где провёл два с половиной сезона, будучи основным вратарём клуба. Также сообщается о его выступлениях за «Абдыш-Ату»[уточнить].
В 2005 году вернулся в «Дордой-Динамо» из Нарына. Вместе с новым клубом Волков выигрывал все национальные трофеи и кубок президента АФК.
В 2013 году уехал в Таджикистан и присоединился к клубу «Хайр».
В 2014—2015 годах снова играл за «Дордой», где некоторое время одновременно исполнял обязанности тренера вратарей. В начале 2016 года играл за фарм-клуб «Дордоя» — «Ала-Тоо», провёл 4 матча. Позднее выступал за монгольский клуб, где также работал детским тренером.
За сборную Кыргызстана Владимир выступал с 2006 года. Играл в отборочных турнирах чемпионата мира и кубка вызова АФК. С 2011 года ни разу не вышел на поле, однако регулярно вызывается и проводит все матчи на скамейке запасных. Последний матч за сборную провёл 12 мая 2014 года против Афганистана.

## Достижения

### Командные
- Шоро Топ-лига
  -  Чемпион (7): 2005, 2006, 2007, 2008, 2009, 2011, 2012
  -  Серебряный призёр (1): 2010
- Кубок президента АФК
  -  Победитель (2): 2006, 2007
  -  Финалист (4): 2005, 2008, 2009, 2010
- Кубок Кыргызстана
  -  Победитель (5): 2005, 2006, 2008, 2010, 2012
- Суперкубок Кыргызстана
  -  Обладатель (2): 2012, 2013
  -  Финалист (1): 2011

### Личные
- Лучший вратарь чемпионата Кыргызстана 2010